# Любинський Всеволод Юрійович
Все́волод Ю́рійович Люби́нський (1840—1920) — міністр охорони здоров'я України (тоді Міністерство Народного Здоров'я і Опікування) — з травня 1918 року.

## З життєпису
Уродженець Київщини, лікар-фармаколог. Належав до групи міністрів, які провадили курс на українізацію держави. Діяльний член «Української народної громади».
До функцій міністерства відповідно до потреб воєнного часу входили: організація медичної допомоги населенню в складних умовах громадянської війни, протиепідемічні заходи. Залишався на цьому посту до повстання проти Гетьманату, тобто до 26 грудня 1918 р. Директорами департаментів на той час були: медичного Б. Матюшенко; санітарного О. Корчак-Чепурківський; загального М. Ґалаґан; відділення очолювали: освіти — В. П. Піснячевський (1889—1933), вихованець Петербурзької військово-медичної академії, брав участь в організації української парламентської фракції у Першій Державній Думі — 1906 рік, в 1917-19 рр. видавав власний часопис «Одеський листок», редагував газету «Молода Україна»; інформаційно-видавничим; інформаційно-видавниче — доктор Ю. Меленевський — започаткував видання українською мовою «Вісника Міністерства Народного Здоров'я»; судової експертизи — Сулима; санітарно-технічне — інженер Ол. Земляніцин; демобілізаційне — О. Сидоренко.
Усі зусилля міністра Любинського та його найближчих співробітників були спрямовані, в першу чергу, на боротьбу проти пошестей. Карантинні станиці в портах Одеси, Херсона, Миколаєва та в Маріуполі; прикордонні станиці із Росією в Гостинцеві, Валуйках, Кореневі, Новобілиці, Хуторі Михайлівському; у Гомелі, Харкові, Білгороді, Куп'янці, Мозирі, в Києві, Одесі — місця, де зосереджувалося тогочасне міністерство народного здоров'я. Після В. Любинського на посаду міністра здоров'я (за Директорії) було призначено Б. Матюшенка.

## Родина
Дружина - Марія Григорівна
Син - Всеволод (1902 р.н.)